# Neón
El neón es un elemento químico de número atómico 10, símbolo Ne y de masa atómica 20.1797 Es un gas noble, incoloro, prácticamente inerte, presente en trazas en el aire, pero muy abundante en el universo, que proporciona un tono rojizo característico a la luz de las lámparas fluorescentes en las que se emplea.

## Historia
El neón fue descubierto en 1898 por los químicos británicos William Ramsay (1852–1916) y Morris Travers (1872–1961) en Londres. El neón se descubrió cuando Ramsay enfrió una muestra de aire hasta que se convirtió en líquido, luego calentó el líquido y capturó los gases a medida que se evaporaban. Se habían identificado los gases nitrógeno, oxígeno y argón, pero los gases restantes se aislaron aproximadamente según su orden de abundancia, en un período de seis semanas desde finales de mayo de 1898. El primero en identificarse fue el criptón. El siguiente, después de haber eliminado el criptón, era un gas que emitía una luz roja brillante bajo una descarga espectroscópica. Este gas, identificado en junio, recibió el nombre de neón (del griego νέος neos, que significa nuevo) sugerido por el hijo de Ramsay. El característico color rojo anaranjado brillante emitido por el neón gaseoso cuando se estimula eléctricamente fue una característica descubierta de inmediato. Travers escribió más tarde: «el resplandor de la luz carmesí del tubo contó su propia historia y fue un espectáculo para contemplar y nunca olvidar».
También se informó de un segundo gas junto con el neón, que tiene aproximadamente la misma densidad que el argón pero con un espectro diferente: Ramsay y Travers lo llamaron «metargón». Sin embargo, el análisis espectroscópico posterior reveló que estaba contaminado con argón y monóxido de carbono. Finalmente, el mismo equipo descubrió el xenón mediante el mismo proceso en septiembre de 1898.
La escasez de neón impidió su pronta aplicación para la iluminación en la línea de las lámparas de tubo de Daniel McFarlan Moore, que usaban nitrógeno y que se comercializaron a principios del siglo XX. Después de 1902, la compañía Air Liquide de Georges Claude produjo cantidades industriales de neón como subproducto de su negocio de licuefacción de aire. En diciembre de 1910, Claude hizo una demostración de la iluminación de neón moderna basada en un tubo de este elemento sellado. Claude trató brevemente de vender tubos de neón para iluminación interior doméstica, debido a su intensidad, pero el mercado fracasó porque los propietarios objetaron el color. En 1912, el socio de Claude comenzó a vender tubos de descarga de neón como carteles publicitarios llamativos y tuvo un éxito instantáneo. Los tubos de neón se introdujeron en Estados Unidos en 1923 con dos grandes letreros de neón comprados por un concesionario de automóviles Packard en Los Ángeles. El brillo y el llamativo color rojo causaron que la publicidad marcara una diferencia significativa respecto a la competencia. El color intenso consiguió consolidarse en la sociedad estadounidense de la época, transformando las ciudades en nuevos entornos llenos de anuncios radiantes y «arquitectura electrográfica».

## Características principales

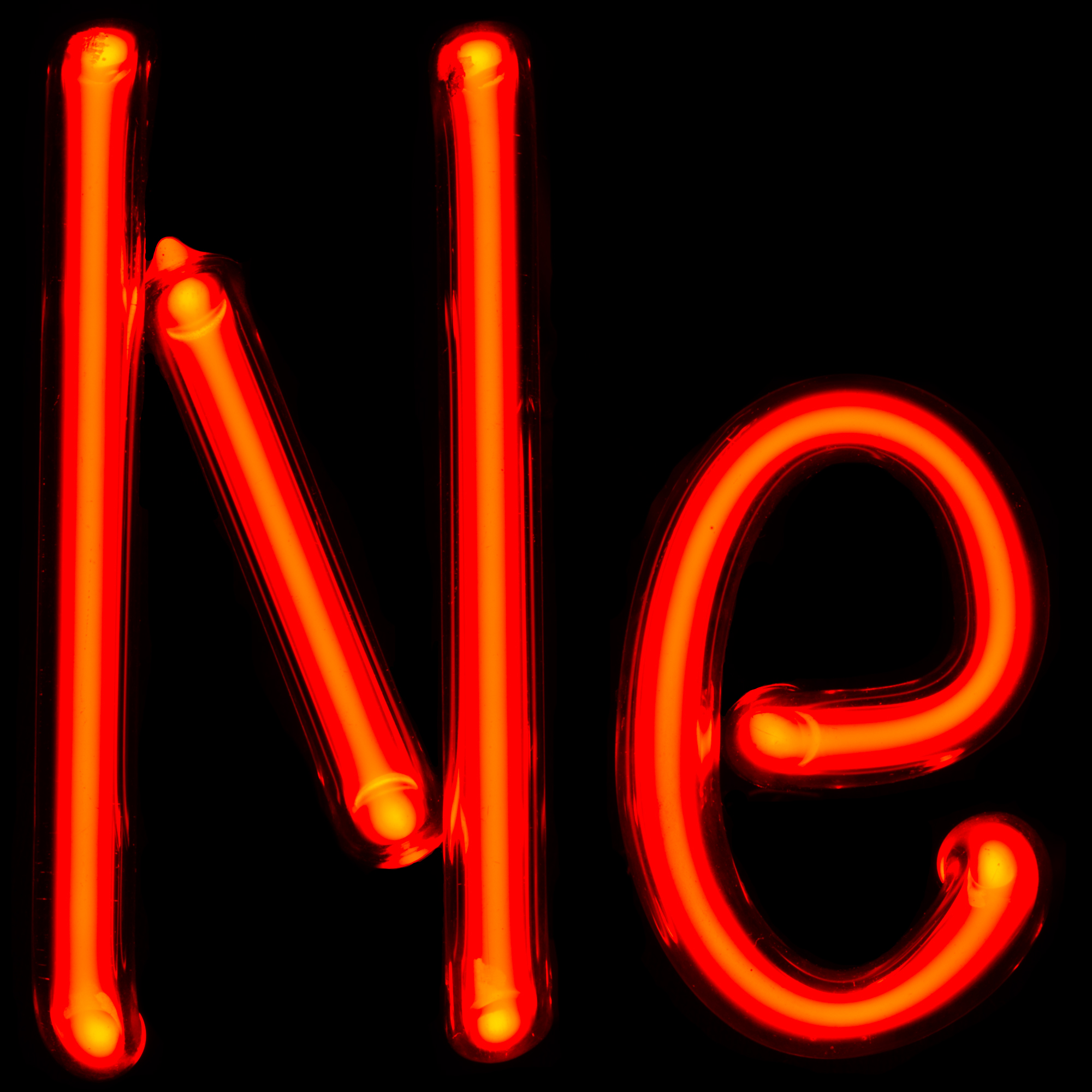
Tubo de descarga lleno de neón puro con la forma de su símbolo.

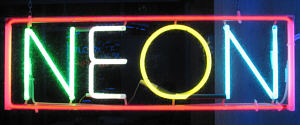
Letrero de neón que funciona con luz de neón.

Es el segundo gas noble más ligero, y presenta un color de iluminación por cada elemento presente y una refrigeración, por unidad de volumen, 40 veces mayor que el del helio líquido y tres veces mayor que el del hidrógeno líquido. En la mayoría de las aplicaciones el uso de neón líquido es más costoso que el del helio, ya que es mucho más raro y difícil de conseguir.
- Peso atómico: 20,180 u
- Punto de ebullición: 27,10 K (−246 °C)
- Punto de fusión: 24,56 K (−248,6 °C)
- Densidad: 1,20 g/ml (1,207 g/cm³ a −246 °C)

## Aplicaciones
El tono rojo-anaranjado de la luz emitida por los tubos de neón se usa abundantemente para los indicadores publicitarios, también reciben la denominación de tubos de neón otros de color distinto que en realidad contienen gases diferentes. Otros usos del neón que pueden citarse son:
- Indicadores de alto voltaje.
- Tubos de televisión.
- Junto con el helio se emplea para obtener un tipo de láser.
- El neón licuado se comercializa como refrigerante criogénico.
- El neón líquido se utiliza en lugar del nitrógeno líquido para refrigeración.

Se pueden citar dos tipos diferentes de luces de neón de uso común. Las lámparas de neón son generalmente de poco tamaño y la mayoría funcionan entre 100 y 250 V. Han sido ampliamente utilizados como indicadores de encendido y en equipos de prueba de circuitos, pero las luces led han reemplazado al neón en estos propósitos. Estos simples dispositivos de neón fueron los precursores de las pantallas de plasma. Los letreros de neón suelen funcionar con voltajes mucho más altos (2 a 15 kV), y los tubos luminosos suelen contar con varios metros de largo.

## Abundancia y obtención
El neón se manufactura usualmente en forma de gas. La atmósfera terrestre contiene 65,8 ppm y se obtiene por subcalentamiento del aire y la cristalización del líquido resultante del gas. Se encuentra en pequeñas cantidades en la atmósfera, y en la corteza terrestre se halla en una proporción de 0,005 ppm.
En las estrellas se producen los isótopos estables de neón; el más abundante, 20Ne (90,48 %), se crea mediante la fusión nuclear de carbono en el proceso de la combustión de este elemento durante la nucleosíntesis estelar. Esto requiere temperaturas superiores a 500 MK, que se dan en los núcleos de estrellas de más de 8 masas solares.
El neón es relativamente común a escala universal: es el quinto elemento químico más abundante en masa en el universo, después del hidrógeno, el helio, el oxígeno y el carbono. Su rareza en la Tierra, como la del helio, se debe a su ligereza, alta presión de vapor a muy bajas temperaturas e inercia química, todas propiedades que tienden a evitar que quede atrapado en las nubes de polvo y gas condensado que formaron los planetas sólidos más pequeños y cálidos como la Tierra. El neón es monoatómico, lo que lo hace más liviano que las moléculas de nitrógeno y oxígeno diatómicos que forman la mayor parte de la atmósfera; un globo lleno de neón se elevará en el aire, aunque más lentamente que uno de helio.
La abundancia de neón en el universo es de aproximadamente 1 entre 750; en el Sol alcanza cifras aproximadas de 1 parte entre 600. La sonda espacial Galileo descubrió que incluso en la atmósfera superior de Júpiter, la abundancia de neón se agota en un factor de 10. Esto puede indicar que incluso los planetesimales de hielo, que trajeron neón a Júpiter desde el sistema solar exterior, se formaron en una región que era demasiado cálida para retener el componente atmosférico de neón (la abundancia de gases inertes más pesados en Júpiter es varias veces mayor que la que se encuentra en el Sol).

### Escasez en 2022
Los precios del neón a nivel mundial se dispararon alrededor de un 600 % tras la anexión rusa de Crimea en 2014, estimulando a algunos fabricantes de chips a empezar a alejarse de los proveedores rusos y ucranianos y hacia los proveedores en China. La Invasión rusa de Ucrania de 2022 también cerró dos empresas en Ucrania: LLC "Cryoin engineering" (en ucraniano: ТОВ "Кріоін Інжинірінг") y LLC "Ingaz" (en ucraniano: ТОВ "ІНГАЗ") ubicadas en Odesa y Mariupol respectivamente; que producían aproximadamente la mitad del suministro mundial. Se predijo que el cierre probablemente exacerbaría la Escasez global de chips (2020-presente), lo que podría desplazar aún más la producción de neón a China.

## Compuestos

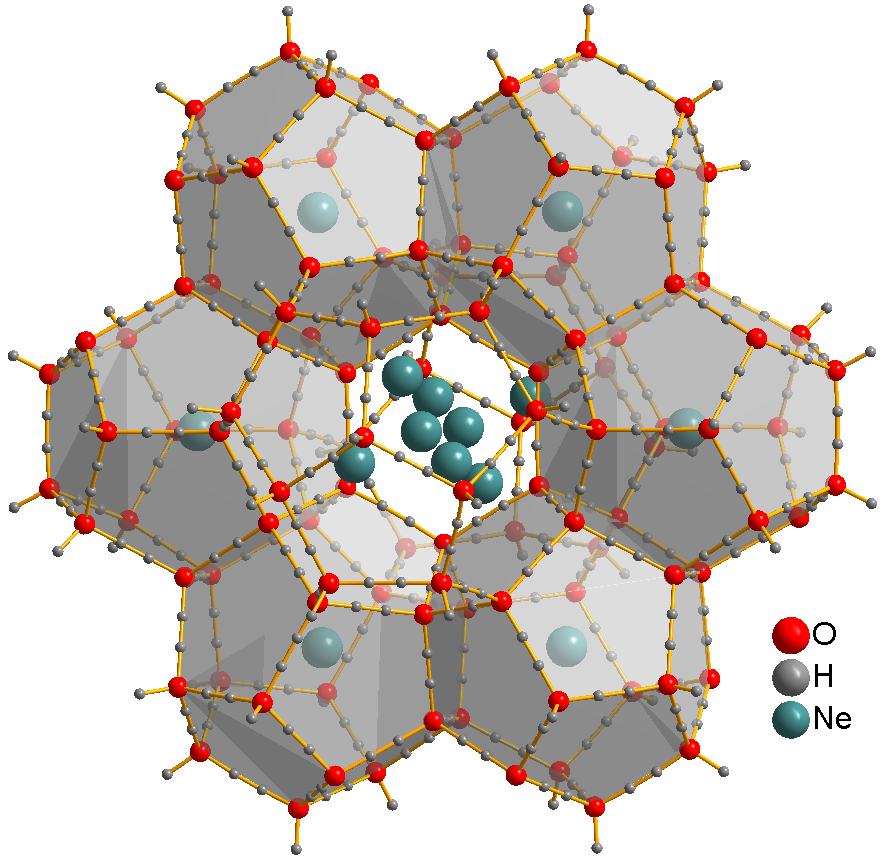
Esquema tridimensional de una de las posibles estructuras (ice XVI) con neón, oxígeno e hidrógeno.

Aun cuando el neón es inerte a efectos prácticos, se ha obtenido un compuesto con flúor en el laboratorio. No se sabe con certeza si este o algún otro compuesto de neón distinto existe en la naturaleza, pero algunas evidencias sugieren que puede ser así. Los iones Ne8-, (NeAr)16-, (NeH)7- y (HeNe)16- han sido observados en investigaciones espectrométricas de masa y ópticas. Además, se sabe que el neón forma un hidrato inestable. De todas maneras, si son posibles sus compuestos, su electronegatividad (según la escala de Pauling) debería ser de 4,5, siguiendo con la norma aplicada al segundo período, y actuaría como oxidante en compuestos con, incluso, el flúor, dando lugar al heptaneonuro (nombre debatido) F8Ne7.
De forma similar al xenón, el neón de las muestras de gases volcánicos presenta un enriquecimiento de 20Ne así como 21Ne cosmogénico. Igualmente se han encontrado cantidades elevadas de 20Ne en diamantes lo que induce a pensar en la existencia de reservas de neón solar en la Tierra.